# Aspidiophorus marinus
Aspidiophorus marinus är en djurart som tillhör fylumet bukhårsdjur, och som beskrevs av Adolf Remane 1926. Aspidiophorus marinus ingår i släktet Aspidiophorus och familjen Chaetonotidae. Arten är reproducerande i Sverige. Inga underarter finns listade i Catalogue of Life.